# Nicolaus Hieronymus Gundling
Nicolaus Hieronymus Gundling, italianizzato come Niccolò Girolamo Gundlingio (Kirchensittenbach, 25 febbraio 1671 – Magdeburgo, 9 dicembre 1729), è stato un giurista e filosofo tedesco eclettico.

## Biografia
Nicolaus Hieronymus Gundling nacque a Kirchensittenbach in Baviera nel 1671. Era fratello di Jacob Paul von Gundling, storiografo di corte del re Federico I di Prussia.
Figlio di un pastore, Gundling studiò dapprima teologia nelle Università di Altdorf, Jena e Lipsia; successivamente, grazie all'incontro con Christian Thomasius ad Halle, intraprese gli studi di filosofia e di giurisprudenza, che ne orientarono la sua carriera accademica.
Nel 1702 entrò in contrasto con Gotthard Heidegger, che aveva sollevato timori per l'effetto sulla vita tedesca della moda francese per il romanzo. Nel 1705 divenne professore di filosofia ad Halle e nel 1707 di giurisprudenza nella stessa università.
Per implementare l'insegnamento praticato ad Halle nella nuova Università di Gottinga, Gerlach Adolph von Münchhausen, egli stesso influenzato da Gundling, reclutò alcuni studenti di Gundling a Gottinga, tra cui il primo rettore provvisorio di questa università, Georg Christian Gebauer o Johann Jakob Schmauß e in particolare per l'istituzione della facoltà di legge David Georg Strube. Gundling fu influente per vari altri studiosi, tra cui Johann Ludwig Levin Gebhardi, Friedrich Wiedeburg e Gottfried Lengnich. Accolse persino Johann Georg Estor come un figlio nella sua casa.
Morì a Magdeburgo nel 1729. A stendere il suo necrologio fu chiamato Levin Adolph von Hake.
Le sue opere sono prevalentemente costituite da raccolte di brevi saggi.

## Opere

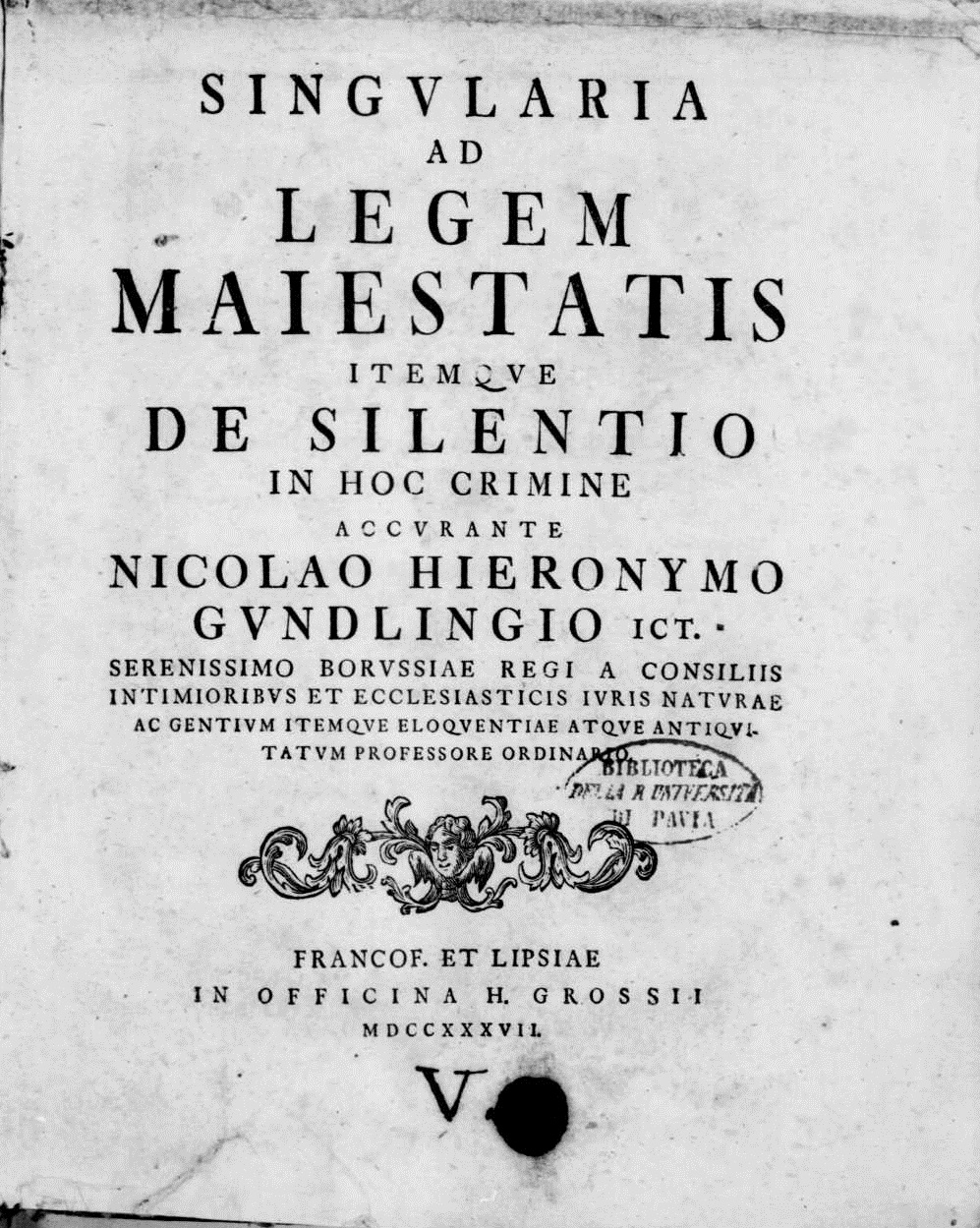
Singularia ad legem maiestatis itemque de silentio in hoc crimine, 1737

- Dissertatio de statu naturali Hobbesii, 1706.
- Ioannes Casa an paiderastìas crimen defenderit, in: Observationes selectae ad rem litterariam spectantes, Renger, Halae 1707, vol. 1, pagg.   120-136.
- Politica seu prudentia civilis ratione connexa, esempio illustrata, 1732.
- Ausführlicher Discours über den jetzigen Zustand der europäischen Staaten, 1733/4.
- (LA) Singularia ad legem maiestatis itemque de silentio in hoc crimine, Frankfurt am Main, Johann Heinrich Gross, 1737.
- (LA) Ius naturae ac gentium, Genoa, sumptibus Antonii Philibert, 1751.